# Anisodes cyclophora
Anisodes cyclophora är en fjärilsart som beskrevs av Turner 1908. Anisodes cyclophora ingår i släktet Anisodes och familjen mätare. Inga underarter finns listade i Catalogue of Life.